# 44001 Джонквет
44001 Джонквет (44001 Jonquet) — астероїд головного поясу, відкритий 6 вересня 1997 року.
Тіссеранів параметр щодо Юпітера — 3,203.